# 健行科技大學
健行科技大學（英語譯名：Chien Hsin University of Science and Technology），全稱健行學校財團法人健行科技大學，簡稱健行、健行科大、UCH。是一所位於台灣桃園市中壢區的私立科技大學，現共有4個學院、16個學系。
健行科大前身為1933年的「三極電信學校」；1966年改制為「健行工業專科學校」；2003年改名「清雲科技大學」；2012年更名為「健行科技大學」。該校擁有電子競技校隊：健行科技大學電競隊「健行熊隊」。

## 校史
健行科技大學之前身為三極電信學校（San Ji Telecommunication School），於1933年3月3日創立於上海，1937年中日戰爭爆發，不久之後平津被日本軍佔領。8月，校方開始籌劃南遷事宜。1938年1月，中華民國國軍在上海處於劣勢，南京被日軍佔領，中華民國政府遷都重慶，因此三極電信學校也開始隨政府南遷。1945年8月，日本無條件投降。11月，於上海展開復員工作；翌年，學校開始恢復招生、上課。其後因國共戰爭爆發之故，於1948年冬隨中華民國政府遷台，1949年5月27日国军失守上海。1952年1月即在台北成立籌備處，復校工作由此展開。雖名為復校，但實為建校：擇地、建屋、購置圖書儀器、裝配實驗室，一切都得從頭做起。
1953年8月奉准於台北市萬華區及桃園縣中壢市復校，但因為政府法令限制，初期以三極電信職業補習學校對外招生，隔年改制為三極高級電訊職業學校，1955年改名為三極高級工業職業學校。
1965年秋，適逢楊永奎先生邀請魯蕩平、童世荃、李啟林、黃紹吾等諸生集議，欲籌創五年制工業專科學校，此時楊永奎之兄弟、三極高工董事長楊震裔先生（當時為中華民國法務部調查局副局長）提經董事會通過，決議將學校予以捐贈，再由楊永奎等人籌款改建擴充，於1966年3月經教育部核准改制為健行工業專科學校。
健行工業專科學校改制之初，僅設立有土木工程、電訊工程、建築工程及工業管理等四個科系。於1994年增設國際貿易、企業管理、行銷與流通管理、財務金融等商業類科系，並改名為健行工商專科學校。至1999年升格為技術學院時已設立有十個科系，且停招專科部。2001年增設資訊工程學系與應用外語學系（英文組與日文組），並成立通識教育中心。2002年、2003年陸續設立有機械工程、電子工程及電機工程研究所，並改名為清雲科技大學。2004年，成立經營管理研究所及土木與防災工程研究所，同年1月，教育部公布大學評鑑結果，清雲科技大學所有科系皆被評為一等，獲評鑑為第「一等」大學。2005年，內政部與清雲科技大學合作成立國家級內政部北區e-GPS研究中心。2006年、2007年、2008年、2009年，連續四年榮獲教育部獎勵大學教學卓越計畫補助，其獲補助款項為全國排名第三。2007年，設立物業管理、晶片系統、材料製造科技、資通安全整合與應用等四個學位學程。2008年，工學院之機械工程學系、土木工程學系及電資學院之電機工程學系、電子工程學系、資訊工程學系通過中華工程教育學會IEET「工程及科技教育國際認證」，未來除了可免受大學評鑑外，其獲認證科系之學位亦受華盛頓協定所有會員國認可，與當地工程領域畢業生享有相同申請專業工程師執照的權利。2009年5月，獲教育部評選為綠色大學示範學校，於6月簽署「塔樂禮宣言」。
| 年     | 月日    | 事跡                                                                           |
| ------ | ------- | ------------------------------------------------------------------------------ |
| 1933年 | 3月3日  | 三極電信學校設立於上海                                                         |
| 1938年 | 1月     | 上海陷入戰火，學校隨國民政府南遷                                               |
| 1945年 | 11月    | 抗戰勝利，開始籌劃復員工作                                                     |
| 1946年 |         | 復員上海，學校開始恢復上課                                                     |
| 1948年 |         | 國共戰爭爆發，播遷來台                                                         |
| 1952年 | 1月     | 在台北成立籌備處                                                               |
| 1953年 | 8月     | 於台北市萬華區及桃園縣中壢市復校                                               |
| 1954年 | 8月     | 改名為三極高級電訊職業學校                                                     |
| 1955年 | 8月     | 改名為三極高級工業職業學校                                                     |
| 1966年 | 3月3日  | 改制健行工業專科學校                                                           |
| 1994年 | 8月     | 易名健行工商專科學校                                                           |
| 1999年 | 5月7日  | 改制健行技術學院                                                               |
|        |         | 專科部停止招生                                                                 |
| 2000年 | 1月     | 易名清雲技術學院                                                               |
|        | 6月     | ISO9001二千年版認證通過                                                        |
| 2002年 | 8月1日  | 綠色能源研究中心成立                                                           |
|        | 8月     | 空間資訊與防災研究中心成立                                                     |
|        | 8月27日 | 台灣與中亞文化經貿協會成立                                                     |
|        | 9月     | 歐亞研究中心成立                                                               |
|        | 9月17日 | 運籌管理研究中心成立                                                           |
| 2003年 | 8月     | 改名清雲科技大學                                                               |
| 2004年 | 1月1日  | 教育部公布大學評鑑結果，清雲科技大學為史上第一所所有科系皆被評為「一等」之學校 |
|        | 6月     | 最後一屆專科副學士畢業，專科部正式全面廢止                                     |
|        | 8月     | 設立全國唯一之研究學院                                                         |
| 2005年 | 3月15日 | 內政部北區e-GPS研究中心成立                                                    |
|        | 11月    | 桃園市公車動態資訊系統由運籌管理研究中心建置完成                               |
| 2006年 | 5月     | 研究大樓落成啟用                                                               |
| 2008年 | 4月18日 | 工學院及電資學院所有科系通過中華工程教育學會IEET工程及科技教育國際認證         |
| 2012年 | 8月1日  | 復名為健行學校財團法人健行科技大學                                             |
| 2015年 | 8月1日  | 增設數位多媒體設計系。                                                         |
| 2016年 | 8月1日  | 商學院改組為民生創意學院，商管學院改名管理學院。                               |
| 2018年 | 8月     | 工業管理系取消服務管理組、資訊應用組，資訊工程系取消網路技術組。               |
| 2019年 | 8月     | 餐旅管理系餐旅規畫與設計組改名為餐旅管理系餐旅創業組。                         |

## 學校象徵

### 校徽
以「行」字為主視覺，一目了然展現學校「態度重於專業」、「身教重於言教」的辦學理念。
圖騰以現代線條呈現古代印章的感覺，代表學校重視「天行健，君子以自強不息」傳統的同時，也不忘追求卓越的創新精神。圖騰中的「行」字以雙線平行劃出，分別代表學習與實練並行，務求「知行合一」。圖騰所呈現的循環動態視覺，象徵持續學習的態度，自強不息（持續修正自己而不斷成長）的精神。

## 「清雲」校名由來
「清雲」一名與申請改名時的學校董事長程振隆於1988年起所創辦的補習班「清雲系列文教機構」同名，一度遭到校友會強烈反對。而清雲系列文教機構的「清雲」之名，則是自董事長程振隆之父親程清水先生及母親廖玉雲女士的名字各取一字所產生。

## 校園環境
- 行政大樓

地下一層、地上十層的現代鋼筋混凝土建築。為行政與資訊中心，共同科教室，行政辦公室空間。地下停車空間為體育館與行政大樓兩棟建物聯合整體規劃。
- 工學院一館

地下一層、地上五層。包含系主任室、系辦公室。設有實驗室及模具工廠。
- 工學院二館

地下一層、地上四層。目前為土木系使用，包含系主任室、系辦公室及各種實驗教室。
- 電資學院

地下一層、地上七層。目前為電子系、電機系、資工系使用，其中包含系主任室、系辦公室，普通教室、實驗室及教師研究室，皆能滿足上述三系所的教學、研究、實驗、辦公空間所需，地下層則為師生的機車停車與公務車停車用途。
- 商學院

地下一層，地上七層。設有中型階梯式表演廳，可供電影放映、表演、會議之用，為影音設備完善之國際會議廳。目前為國企、工管兩系所使用，其中包含系主任室、系辦公室、普通教室、實驗室。地下層目前彈性使用，中程則將規劃為研究室供研究生與專題研究使用。
- 圖書館

地下兩層，地上五層。現內部已重新設計整建為現代化之多功能圖書館。
- 體育館

地下一層，地上兩層。一層為社團辦公室與活動室，二層設有重訓室，韻律教室以及可容納3,500人的多功能運動集會與表演空間。地下停車空間為體育館與行政大樓兩棟建物聯合整體規劃。
- 學生宿舍

地下一層、地上八層。約1,600個床位的現代化住宿空間。為避免以往宿舍只要有熱水就可以住的舊式宿舍規劃思維，造成住宿生的極度不便，因此本宿舍將以人性化、科學化為規劃目標。
- 研究大樓 （已拆除）
- 民生創意學院（2016年啟用）

地下一層、地上十一層。目前為餐旅系、物業系、數媒系使用，擁有各種實驗教室。
- 操場地下停車場（2016年啟用）

地下兩層。地下一層為機車停車場，地下二層為汽車停車場。操場地下停車場須憑停車證進入，可停放約2,000多輛機車以及約300台汽車的停放空間，操場地下停車場與行政大樓及電資學院地下停車空間連通。

## 研究重點
近來重要之研究領域包括：
- 管理學
- 政治學（中亞政治地理學及地緣政治學[6]）
- 材料學（奈米材料）
- 微波工程
- 綠色能源科技（太陽能發電[7]、風力發電[8]）
- 生物認證科技（聲紋辨識系統）
- 全球衛星定位系統[9]

## 學術單位
| 電資學院 | 電子工程系暨碩士班 光電應用組 應用資訊組 | 電機工程系暨碩士班 綠色能源組 |
| 電資學院 | 資訊工程系暨碩士班 網路技術組            |                               |

| 商管學院 | 企業管理系暨碩士班 時尚產業管理組        | 行銷與流通管理系 視覺傳達行銷組          |
| 商管學院 | 工業管理系暨碩士班 資訊應用組 服務管理組 | 工業管理研究所                           |
| 商管學院 | 資訊管理系暨碩士班 多媒體應用組          | 財務金融系暨碩士班 投資理財組 金融管理組 |

| 民生創意學院 | 國際企業經營系暨碩士班 服務與貿易管理組 觀光行銷與休閒管理組 航空服務與行銷企畫組 | 餐旅管理系 餐旅規劃與設計組 |
| 民生創意學院 | 室內設計與管理系                                                                  | 應用外語系 日韓語組         |
| 民生創意學院 | 數位多媒體設計系                                                                  |                             |

| 工程學院 | 土木工程系     | 機械工程系暨碩士班 車輛組 |
| 工程學院 | 應用空間資訊系 | 材料製造科技學位學程      |

## 研究中心
| 國家級研究中心 | 內政部北區e-GPS研究中心 |

| 一級研究中心 | 歐亞研究中心               | 綠色能源研究中心 |
| 一級研究中心 | 空間資訊與防災研究中心     | 運籌管理研究中心 |
| 一級研究中心 | 工程與環境地球物理研究中心 |                  |

### 各學院研究中心
| 電機資訊學院 | EDA/SOPC聯合實驗室（電子工程系，與美國晶片設計大廠Altera合作共同設立） | 特殊應用積體電路實驗室（電子工程系） |
| 電機資訊學院 | 嵌入式系統研究室（資訊工程系）                                         | 網路應用研究室（資訊工程系）         |
| 電機資訊學院 | 資料庫網頁技術與評量整合發展研究室（資訊工程系）                       | 嵌入式系統應用研究室（資訊工程系）   |
| 電機資訊學院 | 無線射頻辨識技術(RFID)應用與系統整合研究室（資訊工程系）               | 行動多媒體研究室（資訊工程系）       |
| 電機資訊學院 | 數位家庭系統研究室（資訊工程系）                                       | 電腦視覺研究室（資訊工程系）         |
| 電機資訊學院 | 智慧型控制研究室（電機工程系）                                         | 微波工程暨通訊研究室（電機工程系）   |
| 電機資訊學院 | 液晶顯示技術暨光電研究室（電機工程系）                                 | 電力暨太陽能發電研究室（電機工程系） |

| 工學院 | 先進精密射出模具工程研究中心（機械工程系） | 超精密加工研究室（機械工程系） |
| 工學院 | 非破壞性檢測中心（土木工程系）             | 測繪中心（土木工程系）         |

| 管理學院 | Java技術研究室（資訊管理學系，桃竹苗地區唯一SUN原廠授權之認證教育訓練中心） | 大數據分析研究中心 |

## 附屬設施
- 健行科技大學附屬圖書館
  - 健行藝廊
- 計算機中心
- 健行大學學生宿舍
- 台灣與中亞文化經貿協會
- 單晶片丙級、乙級認證考場[10]（桃竹苗地區唯一）

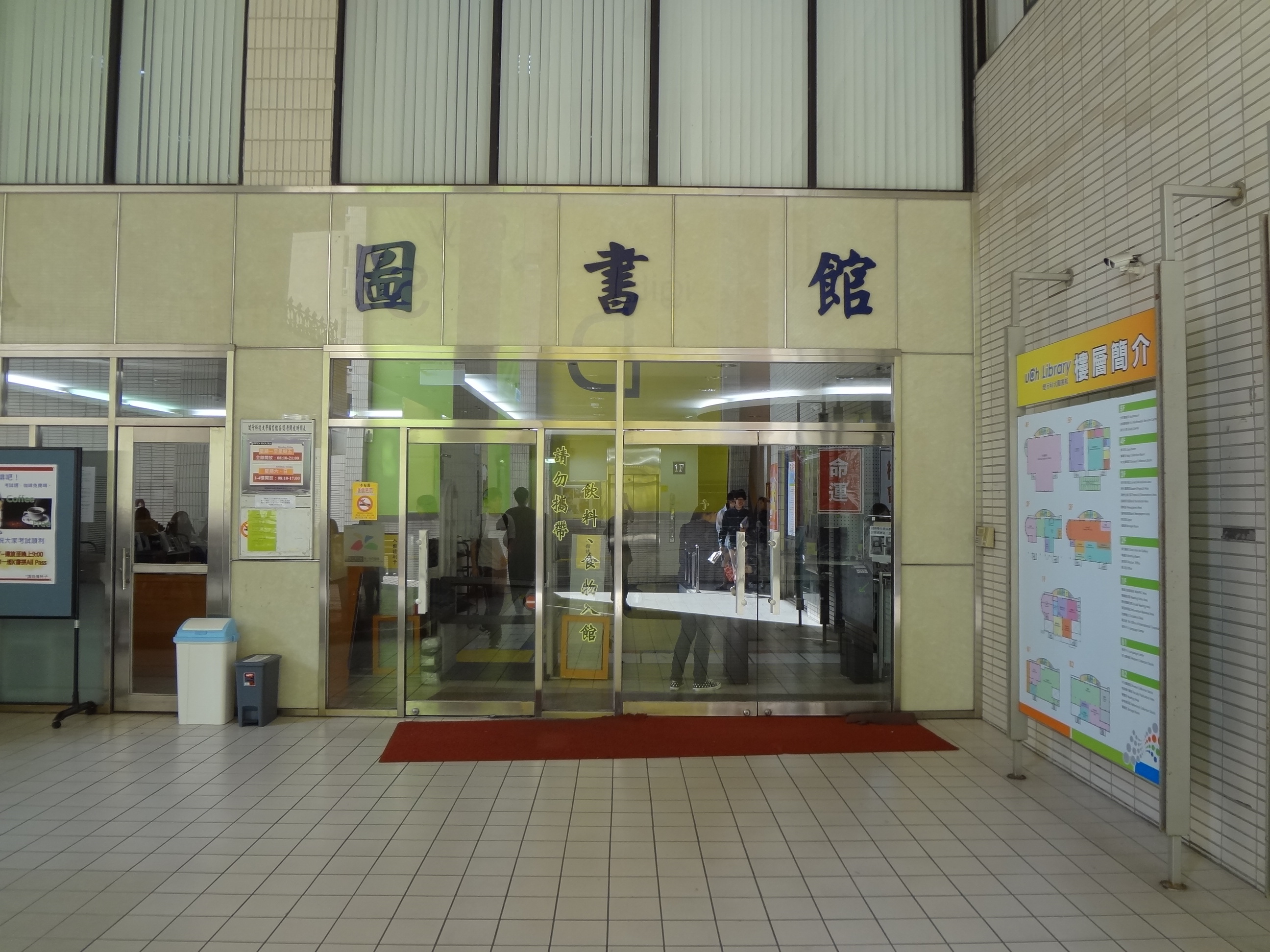
健行科技大學圖書館

- 北區Xilinx晶片設計教育訓練中心（全國北區唯一，與全世界最大FPGA製造商Xilinx公司合作設立）

## 校園組織

### 學生社團
| | | |  |
| - 自治、綜合聯誼性 - 學生會 - 學生議會 - 畢業生聯誼會 - 住宿生聯誼會 - 國際學生聯誼社 - 體能、康樂性 - 天馬登山社-民國58年創社 - 籃球社 - 舞社 - 桌球社 - 棒球社 - 撞球社 - 羽球社 - 排球社 - 合氣道柔術社 - 競技啦啦隊 - 有氧健力社 - 軍武研究社 | - 學術學藝性 - I -tube - 魔術社 - 電競社 - 爵士鋼琴社 - 賞心攝影社 - 電玩卡漫社 - 動力學習社 - 珍瓏橋棋社 - 木船吉他社 - 烏克麗麗社 - 熱門音樂社 - 元氣哈日社 - 如來實證社 - 燈光音響社 - 方盒子話劇社 - 調酒藝術文化社 - 流行音樂歌唱社 | - 服務性 - 築夢「清」年志工服務團隊 - 原住民優秀青年服務社 - 行萬里路多元文化社 - 維多利亞美姿美儀社 - 童軍團 - 樂社 - 愛鄰社 - 愛資圖利社 - 橄欖傳愛社 - 崇德青年社 - 慈濟青年社 - 樂活青年社 - 溫心工坊社 - 資訊童玩創意社 - 觀社 |  |

### 學校代表隊
- 棒球隊
- 健行科技大學籃球隊
- 羽球隊
- 排球隊
- 桌球隊
- 競技啦啦隊
- 健行科技大學電競隊UCH「健行熊隊UCH」
- 跆拳道社
- 電競英雄聯盟社

## 學校榮譽表現
- 2013年，Cheers雜誌在最佳大學指南，企業最愛私立技職 Top 15裡，健行科技大學榮獲第13名。
- 2015年，根據1111人力銀行最新的「2015企業最愛大學」調查顯示，企業最愛的桃竹苗科技院校裡，健行科技大學排名第四名。
- 2016年，Cheers快樂工作人雜誌在最佳大學企業最愛私立技職校院中，健行科技大學榮獲第9名。
- 2017年2月初，1111人力銀行與《時報周刊》合作的「2017僱主最滿意大學」，健行科技大學是企業最愛大學桃竹苗地區技職院校獲得第四名。
- 2017年3月19日，UBA富邦人壽大專籃球聯賽冠軍戰，健行科大收下隊史首冠。
- 2017年3月31日，國家圖書館公布106 年「臺灣最具影響力學術資源」，健行科技大學在私立技職校院組獲得最佳學術典藏獎第四名。

## 校園活動

### 畢業典禮
健行科技大學每年六月中都會於體育館舉行全校畢業典禮，以歡送畢業的同學。其流程包含校長及貴賓致詞、頒發碩士班、大學部暨進修部應屆畢業生學位證書、畢業生代表致謝詞、在校生活動表演、畢業演唱會、唱校歌及禮成等。2002年6月16日，首度於新落成之體育館 (當時稱為清英館) 舉辦畢業典禮，當時並邀請到前總統李登輝先生蒞臨致詞。

### 駐校作家及藝術家
健行科技大學每年皆會邀請藝文界知名作家及藝術家駐校服務。在其駐校期間會定期舉辦演講，開辦相關專題講座，參與協同教學，並開設經典閱讀、寫作教學等相關課程。另外，每週還會進行網路寫作交流及創作諮詢服務，每個月會以駐校經驗發表相關作品在健行科技大學所屬刊物上，且學校還會配合舉辦主題文化月活動。95學年度第二季駐校作家為廖輝英，第三季駐校作家為劉克襄，第四季駐校作家為楊敏盛。96學年度第二季駐校作家為陳黎，第三季駐校作家為蔡國榮，第四季駐校作家為袁瓊瓊。

### 清聲雲霓音樂演奏會
健行科技大學於每年五月份皆會在校內舉辦大型音樂演奏會，由校內音樂性社團、音樂專長教師，以及校外專業人士共同演出。其演出對象不僅為健行科技大學所有師生，亦開放給附近社區居民索票進場。基本演出內容第一段為校內音樂性社團之樂器演奏、民歌民謠演唱等，後續為校內音樂專長教師演出曲目，包括有駱嘉鵬－洞蕭獨奏（粧台秋思－古曲、江河水－遼寧鼓吹樂）、駱昭勻－琵琶獨奏（龍船、十面埋伏－古曲）、呂碧玲及林玲光之女高音獨唱（鋼琴伴奏）等，另外還會邀請校外專業人士共同參與演出。

### 健行藝展
健行科技大學自2002年9月份開始每天固定於健行藝廊保持有藝術作品的展出，每檔展期從三、四週至數月不等，開館期間除國定假日及週日外全年無休，展覽型式主要以邀請展為主，但亦提供給藝文界人士舉辦團體展、聯展或個展展出，於展覽期間還會邀請展出者蒞校舉辦演講、座談會等活動。目前健行藝廊所展出過的作品種類包括有油畫、國畫、水彩畫、版畫、書法、篆刻、攝影及木雕等。

### 校園徵才博覽會
每年五月份畢業潮之前正值企業進入校園徵才的旺季，而健行科技大學每年三、四月間都會舉辦校園徵才博覽會，活動係由健行科大技術合作處實習就業輔導組與桃園市工業會、Career就業情報網所共同主辦，每年都會吸引大批廠商在清雲館前廣場設攤徵才，設攤行業包括有電子、電腦、電信、網路通訊、光電、空運、工程、文化補教事業、銀行、保險、證券、政府單位及研究機構等不同產業，除此之外，各大人力網亦會到場設攤徵才。而在舉辦博覽會之前還會舉行企業說明會及職涯講座，博覽會當日會邀請競技啦啦隊、魔術社、跆拳道社、爵士鋼琴社等校內社團於中央舞台進行表演活動，博覽會結束後會進行摸彩活動，獎品由參展廠商贊助，最大獎項為液晶電視。

#### 企業說明會
健行科大在校園徵才博覽會之前都會先舉辦數十場的企業說明會，每天一至兩場不等，每場都由個別廠商就公司概況、經營理念及職缺內容等進行介紹。申請舉辦說明會之廠商大多以日月光半導體、力晶半導體、矽品精密工業、長榮航太、中環公司等知名大型企業為主。

#### 職涯講座
職涯講座一般於校園徵才博覽會之前舉行，講座中會邀請傑出校友、產業界成功人士蒞校演講，與同學分享職業生涯心路歷程。

## 國際學術交流協定
目前健行科技大學已經與國外數十所大學締結姊妹校，且與其中多所大學簽署2+2學士、1+1碩士和3+2學碩士等雙聯學制協定，健行學生能夠在就讀大學部三年後，可以免考托福、GRE等測驗即能直接出國攻讀學、碩士學位。

### 雙聯學制
- 美國科羅拉多大學（3＋2學碩士）
- 越南河內經營管理大學（2＋2學士、1＋1碩士）[13]

### 歐洲
- 俄羅斯
  - 俄羅斯國立莫斯科大學
  - 俄羅斯國立聖彼得堡大學
  - 俄羅斯國立工業大學"斯坦金"（Moscow State University of Technology "Stankin"）
  - 俄羅斯國立遠東科技大學（Far Eastern State Technical University）
  - 莫斯科公務管理學院（Moscow Academy of Government and Municipal Management , MAGMU）
  - 莫斯科國立航空大學（Moscow Aviation Institute , MAI（State University of Aerospace Technologies））
  - 莫斯科國立文化藝術大學（Moscow State University Of Culture And Arts , MSUC）
  - 莫斯科公務人員訓練學院
  - 莫斯科無線電電機暨自動化大學（Moscow State Institute of Radioengineerin, Electronic and Automation(MAI)Russia）
  - 聖彼得堡國立航空機具大學（Sait Petersburg State University of Aerospace Instrumentation）
  - 俄羅斯聯邦布里亞特共和國布里亞特國立大學（Buryat State University）
- 英國
  - 英國威爾斯大學
  - 諾丁漢特倫特大學（Nottingham Trent University）
  - 英國女皇大學

### 美洲
- 美國
  - 阿巴拉契亞州立大學（Appalachian State University）
  - 莫瑞州立大學（Murray state University）
  - 聖里奧大學（Saint Leo University）
  - 中央奧克拉荷馬大學
- 巴拉圭
  - 國立亞松森大學（National University of Asuncion）

### 亞洲
- 塔吉克
  - 塔吉克國立大學（Slavonic University of Tajikistan）
- 哈薩克
  - 哈薩克國立大學（Al - Farabi Kazakh National University）
  - Kainar University
  - Kazakh Academic University
  - The National Academy of Sciences
  - 哈薩克管理、經濟及策略研究學院（Kazakhstan Institute of Management, Economics and Strategic Research （KIMEP））
- 吉爾吉斯
  - Institute of History National academy of science
- 亞塞拜然
  - 亞塞拜然國立巴庫大學（Baku State University）
- 土耳其
  - Suleyman Demirel University
- 韓國
  - 韓國慶一大學（Kyungil University）
- 越南
  - 越南國立河內百科大學（Hanoi University of Technology , HUT）
  - 越南雄王大學（Hung Vuong University）
- 馬來西亞
  - 南方學院（Southern College）
  - 新紀元學院（New Era College）
  - McOrange College
- 中国大陆
  - 浙江财经大學
  - 鄭州大學
  - 華中科技大學

## 中華民國國內學校策略聯盟
- 北北基區
  - 國立台灣大學
  - 國立台北商業大學
  - 銘傳大學
  - 中央警察大學
  - 長庚大學
  - 康寧大學
- 桃竹苗區
  - 國立中央大學
  - 國立體育大學
  - 中原大學
  - 元智大學
  - 國防大學
  - 開南大學
  - 長庚科技大學
  - 萬能科技大學
  - 龍華科技大學
  - 南亞技術學院
  - 新生醫護管理專科學校
- 高屏區
  - 國立屏東大學
  - 輔英科技大學

- 國立中壢高級家事商業職業學校
- 桃園市私立振聲高級中學
- 桃園市私立治平高級中學
- 桃園市私立啟英高級中學
- 國立中央大學附屬中壢高級中學

- 桃園市立中壢國民中學（位於平鎮區境內）
- 桃園市立東興國民中學

## 交通資訊

### 桃園市公共自行車(YouBike)
詳細請參照「桃園市公共自行車租賃系統站點列表」
- 站點：中壢火車站（後站）
- 站點：健行科技大學
- 站點：中壢火車站（前站）
- 站點：信義國小

### 台鐵火車
本校距離中壢火車站僅約500公尺。除一般對號車外，尚有基隆與新竹區間的通勤電車，班次十分密集，約20分鐘便有列車行經。抵達中壢車站後，請由中壢後站出站，沿健行路直行，步行約8分鐘便可抵達。或於中壢後火車站出口右手邊之公車站，搭乘桃園客運5050、5098、115(A)(B)公車路線於「健行科技大學」站下車後，便可抵達本校。

### 桃園市區公車
桃園客運
- 112南：中壢－忠貞（先經龍岡路、龍岡圓環）
- 115(A)(B)：中壢－平東路
- 231(A)：中壢區公所－龍岡綠線（231A繞駛興仁路）
- 232(A)：中壢區公所－龍岡棕線（232A繞駛興仁路）
- 5008：桃園－中壢（經龍岡、八德、大湳）
- 5011：桃園－中壢（經竹巷）
- 5050：中壢－石門水庫（經龍岡、員樹林）
- 5091：中壢－林班口（拉拉山）（經龍岡、大溪、復興、上巴陵）
- 5098：中壢－大溪（經龍岡、官路缺）

中壢客運
- 112北：中壢－忠貞（先經中山東路、普仁）

### 自行開車
一、南下：
- 1.經中山高：請於內壢交流道(57K)下高速公路，往中壢方向行駛，行經中園路→（右轉）中華路二段→（直行）延平路→（左轉）龍岡路一段→（經龍岡地下道）（因蓋設桃園機場捷運A23中壢車站，所以將元化地下道於2018年12月5日封閉）→健行路→抵達本校。
- 2.經北二高：請於大溪交流道(62.7K)下高速公路，往中壢方向行駛→（左轉）上大溪至觀音66號快速道路→於中豐路交流道下快速道路→（右轉）中豐路（往中壢方向）→（右轉）環南路→（直行）環中東路→（左轉）龍岡路→（直行）健行路抵達本校。

二、北上：
- 1.經中山高：請於中壢交流道(62.4K)下高速公路，往中壢方向行駛，行經民族路→（右轉）環南路→（直行）環中東路→（左轉）龍岡路→（直行）健行路抵達本校。
- 2.經北二高：請於大溪交流道(62.7K)下高速公路，往中壢方向行駛→（左轉）上大溪至觀音66號快速道路→於中豐路交流道下快速道路→（右轉）中豐路（往中壢方向）→（右轉）環南路→（直行）環中東路→（左轉）龍岡路→（直行）健行路抵達本校。

## 社區關係
健行科技大學位處中壢區中心，校園週遭緊鄰著中壢站前商圈及健行商圈,不管清晨或傍晚常會見到社區居民、老人或小孩出來運動散步等休閒活動。
健行科技大學與國立中央大學、中原大學，在學術研究方面有密切的合作，並共同開設有遠距教學課程。其中，健行科技大學與中原大學締結有合作夥伴關係，兩校間之學生可免費跨校選修對方課程、學程，雙方學分、學程互相承認，俾使兩校師資、設備等教學資源能夠發揮最大效益。
健行科技大學新生註冊報到率為97.1%，已連續十年超過95%，學生成員來自全台各地，與一般地區型大學之學生來源為附近社區不同，因此學校師生與社區關聯度較低，造成校方營造社區關係的困難。僅管如此，健行科技大學定期舉辦社區居民座談會，會中除邀請附近社區里民與村里長參加之外，還會邀請相關公部門代表參加，以瞭解社區居民的需求，對社區文化營造凝聚居民共識，使學校教育能更適當地與社區相融合。另外，健行科大不定期舉辦社區讀書會或繪畫、書法等藝文研習交流課程，除供校內師生自由參加外，亦開放給社區居民報名參加，提升學校與社區間之良性互動關係。每年定期舉辦之大型音樂會、健行藝展或其他大型活動時，也會邀請附近社區民眾參加。

## 外部連結
- 健行科技大學網頁（页面存档备份，存于）

## 國內管理學術單位各年度在國際學術期刊發表之論文總合點數(自1998年開始)
| 排名 | 學校                         | 點數  |  | 排名 | 學校                 | 點數  |
| ---- | ---------------------------- | ----- |  | ---- | -------------------- | ----- |
| 1    | 國立中央大學                 | 5     |  | 10   | 文化大學             | 1     |
| 2    | 國立交通大學                 | 4.667 |  | 10   | 長榮大學             | 1     |
| 3    | 國立政治大學                 | 3.5   |  | 13   | 國立中山大學         | 0.666 |
| 3    | 國立清華大學                 | 3.5   |  | 14   | 國立東華大學         | 0.5   |
| 5    | 靜宜大學                     | 3.333 |  | 14   | 國立台中技術學院     | 0.5   |
| 6    | 國立中興大學                 | 2.833 |  | 14   | 國立高雄第一科技大學 | 0.5   |
| 7    | 國立台灣大學                 | 1.666 |  | 14   | 國立雲林科技大學     | 0.5   |
| 8    | 國立成功大學                 | 1.333 |  | 18   | 國立中正大學         | 0.333 |
| 9    | 元智大學                     | 1.166 |  | 18   | 義守大學             | 0.333 |
| 10   | 健行科技大學(原清雲科技大學) | 1     |  | 20   | 陸軍軍官學校         | 0.25  |

＊點數計算方式說明：
學術單位：各校企管、人管、國企、科管等系所
每篇論文點數＝1/作者人數
impact factor <0.2的期刊未列入
＊除表中列出之院校外，其他學校管理學術單位均無論文發表於 JCR SSCI 影響力係數大於 0.2 的56本組織與管理國際期刊中
- . 中華日報. 2007年3月10日  [2007年3月16日]. （原始内容存档于2007年9月27日） （中文（繁體））.

（第一名：清雲科技大學．第二名：雲林科技大學．第三名：清華大學、台北科技大學）
- . Timing財經網. 2007年6月13日  [2007年9月7日]. （原始内容存档于2007年10月9日） （中文（繁體））.

- (PDF). 勞工安全衛生研究季刊. 2007年9月  [2008年2月29日] （中文（繁體））.[永久]

- . 教育廣播.   [2009年12月9日] （中文（繁體））.[永久]

- . 教育廣播.   [2009年12月9日] （中文（繁體））.[永久]

- . 中央通訊社.   [2011年5月26日]. （原始内容存档于2020年5月26日） （中文（繁體））.

- . 工商時報.   [2011年9月5日]. （原始内容存档于2019年6月18日） （中文（繁體））.

（第一名：清雲科技大學．第二名：成功大學．第三名：虎尾科技大學）

## 歷年日間部師生比及新生註冊率
- 110學年度日間部學生人數6900，專任老師人數266，日間部師生比25.94（學生數/老師數）。

- 112學年度新生註冊率75.00%。
- 113學年度新生註冊率73.43%。